# Fiat 1
Fiat 1 sau Fiat 1 Fiacre a fost produs de Fiat între 1908 și 1910. Vehiculul era echipat cu un motor de 2.200 cm³ (2,2 L), care dezvolta o putere de 16 CP (11,8 kW). Viteza maximă a automobilului era de 70 km/h.
Pentru prima dată, cei patru cilindri ai motorului erau integrați într-un singur bloc, o inovație inspirată de la producătorul italian de automobile Aquila. Automobilul era dotat cu o bobină de inducție de înaltă tensiune, o soluție tehnică inovatoare pentru epoca respectivă.
Au fost produse aproximativ 1.600 de exemplare ale modelului Fiacre, destinate în principal utilizării ca taxiuri. Acest model a fost comercializat atât pe piața italiană, cât și pe piețele internaționale, fiind utilizat în orașe importante precum New York, Londra, Paris și altele.